# Токсопеус, Ламбертус Йоханнес
Ламбертус Йоханнес Токсопеус (1894—1951) — нидерландский энтомолог, лепидоптеролог и собиратель растений. Специализировался на семействах бабочек Lycaenidae и Hesperiidae.

## Биография
Подростком Токсопеус собирал бабочек. Он изучал биологию у профессора Корнелиса Якоба ван дер Клаува (1893—1972) в Амстердамском университете, а после получения степени магистра в 1920 году работал преподавателем с 1923. В 1930 году получил докторскую степень и вернулся на родную Яву, где работал учителем. Во время Второй мировой войны был офицером запаса, ответственным за охрану аэродрома Семплек возле Буйтензорга. Он был взят в плен и интернирован в японском концентрационном лагере. В 1946 году был назначен лектором по зоологии в Университете Батавии. С 1947 по 1949 для поправки здоровья находился в Нидерландах. В 1949 году он стал профессором зоологии на факультете математики и естественных наук в университете Бандунга. Токсопеус был прежде всего учёным-лепидоптерологом и изучал насекомых. Он также собирал растения, в том числе в ходе ряда экспедиций, в которых участвовал. Одна из них в 1934 году обследовала Суматру. С 1938 по 1939 год он был участником третьей экспедиции Ричарда Арчболда в Новую Гвинею, где удалось собрать более 100 000 насекомых.
В дополнение к своим научным статьям Токсопеус написал множество научно-популярных статей для газет Голландской Ост-Индии, в том числе Algemeen Indian Dagblad и De Vrije Pers.
В 1949 году он совершил свою последнюю экспедицию на вулканический остров Кракатау.
21 апреля 1951 года Ламбертус погиб в автомобильной аварии в Бандунге, на Яве.

## Таксоны
В честь учёного названы: многочисленные таксоны насекомых (эпитеты toxopeusi или toxopei), род бабочек Toxopeia, виды растений Rhododendron toxopei, Liparis toxopei и Eria toxopei, вид птиц Charmosyna toxopei и др.

## Избранные работы
- Lycaenidae Australasiae 1. New investigations on the genus Lycaenopsis Felder. Treubia 8: 365—375, 1926
- Verslag van de negen-en-fijftigste Wintervergadering der Nederlandsch-Indische Entomologische Vereeniging Ent. 69: lxix-lxxvi, 1927
- Eine Revision der javanischen, zu Lycaenopsis und verwandten Genera gehörigen Arten. Tijdschr. Ent. 70: 232—302, 1pl., 27 figs; ibid. 71: 179—265, 1927—1928
- Lycaenidae Australasiae 3. Treubia 9: 423—435, 1927
- Beschreibung einiger Schmetterlinge (Riodinidae und Lycaenidae) von Pulau Weh bei Sumatra. Lycaenidae Australasiae 5. Tijdschr. Ent. 72: 204—214, 1929
- De Riodinidae en Lycaenidae van het eiland Java (Lycaenidae Australasiae VI). Entomologisk tidskrift, 72: 215—244, 1929
- Lycaenidae Australasiae VII. Over Tajuria cippus (F.) (= longinus F.) en Pratapa blanka de Nic. Tijdschr. Ent. 72: 245—262, 1929
- De soort als functie van plaats en tijd, getoetst aan de Lycaenidae van het Australaziatisch gebied, 198 pp., 1930
- Over eenige Bijzonderheden van de west-javaansche fauna, die wijzen op haar hybride ontstaanswijze. Hand. Ned. -Ind. naturw. Cong. 6: 417—427, 1931
- Over eenige nieuwe of weinig bekende vlindersoorten. Verslagen van de Vergaderingen der Afdeeling Nederlandsch-Oost-Indië van de Nederlandsche Entomologische Vereeninging 1: lxvii-lxxvii, 1932
- Over Ruralis absolon (Hew.) Ent. Med. Ned.-Indie. 1: 33-36, 1935
- Over twee Lycaenidae: Celastrina lavendularis (Moore) en C. placidula (H. H. Druce). Ent. Meded. Ned. Ind. 4: 68-72, 1935
- Entomologische Notities uit Nieuw-Guinea. Ent. Med. Ned-Indie. 6: 17-21, 37-43, 1940